# Jenerálka (přírodní památka)
Jenerálka je přírodní památka na území hlavního města Prahy, v katastrálním území Dejvice. Památka byla vyhlášená 29. června 1968 a má rozlohu 1,43 ha. Důvodem ochrany je skalní suk jako význačný geologický a krajinný prvek s výskytem chráněných druhů rostlin. Hřbet má svahy různě orientované ke světovým stranám a je tak ukázkou vlivu mikroklimatu na vegetaci. Je pojmenovaná po nedalekém zámku Jenerálka.

## Lokalita

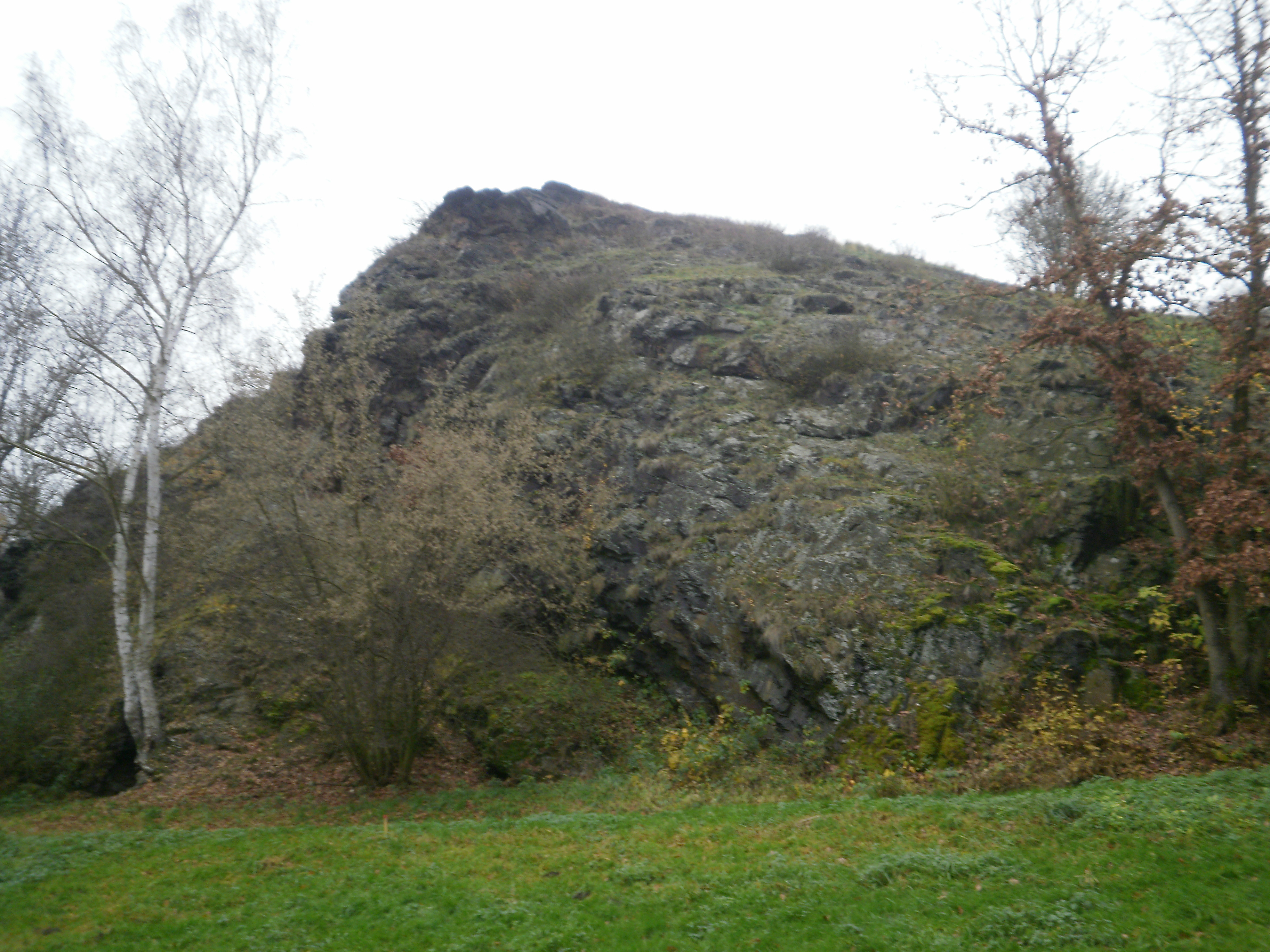
Skalní suk

Přírodní památka se nachází v přírodním parku Šárka-Lysolaje na severozápadě hlavního města, vzdušnou čarou asi pět a čtvrt kilometru od centra; tvoří ji protáhlý hřbet zhruba západovýchodního směru, vystupující po pravé straně Šáreckého potoka na dně hlubokého Šáreckého údolí. Z jižní a západní strany ji obtéká drobný potůček zvaný Krutecký, který při tomto návrší do Šáreckého potoka zprava ústí, na východní straně chráněné území sahá až téměř k zákrutu ulice Horoměřická (spojnice Dejvic s Horoměřicemi a Nebušicemi). Na severní straně se v sousedství přírodní památky rozkládá areál zámečku Jenerálka, jenž dal celé lokalitě jméno. Na jihovýchode se nachází opuštěná cihelna Salátka. Chráněné území má délku přibližně 300 metrů, šíře se pohybuje kolem 40 až 70 metrů. Po katastrální stránce celá přírodní památka tvoří součást Dejvic (infotabule na místě mylně uvádí příslušnost k Vokovicům, rozmezí obou katastrů ve skutečnosti probíhá právě jižně od návrší, po Kruteckém potoce).

## Historie
Oblast přírodní památky patří k nejdříve osídleným oblastem Prahy. Jako důkaz mohou sloužit štípané nástroje z mladého paleolitu a kosti pravěkých zvířat, (například mamut, nosorožec, sob, tur, kůň), které byly nalezené v nedaleké bývalé cihelně F. Baráčka.
Na počátku 20. století byly na území památky lesní porosty spíše vzácností, a to z důvodu potřeby dřeva v Praze. Následně zde započalo zalesňování, k čemu sloužily ve velké míře introdukované dřeviny jako trnovník akát či borovice černá. Na území doznívala ještě do 50. let 20. století pastva, a to zejména koz. Území bylo vyhlášeno Národním výborem hlavního města Prahy jako zvláště chráněné území 29. června 1968.

## Přírodní poměry

### Geologie

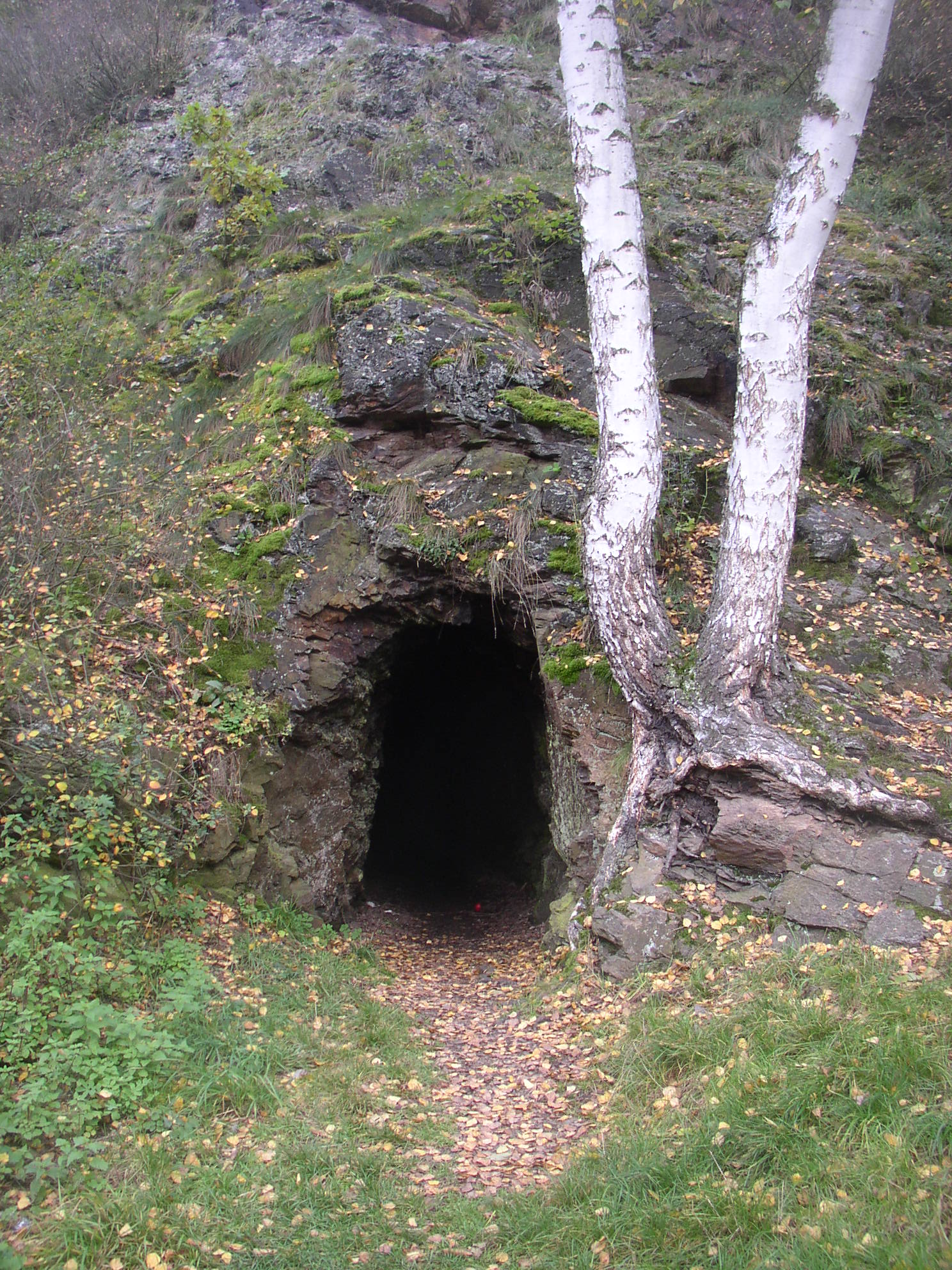
Ústí průzkumné štoly

Ostroh, vystupující z údolní nivy, je tvořen převážně proterozoickými (starohorními) břidlicemi a jemnozrnnými drobami, v jihozápadní části pak horninami sopečného původu (bazaltové tufy) ze starších prvohor (spodní ordovik). Někdejší pokusy o těžbu železné rudy dnes připomínají stopy několika malých lomů na temeni návrší a také průzkumná štola, jež vyúsťuje při západním úpatí.
Bývala cihelna Na Salátce při jihovýchodní patě hřebene je významná nálezy zkamenělin (trilobitů a fylokaridních korýšů) v šáreckých břidlicích.

Půdy na skalách jsou oligotrofní rankery a na loukách to jsou mezotrofní hnědé půdy.
Skála je prameništěm, hlavní pramen je upraven jako studánka.

### Flóra

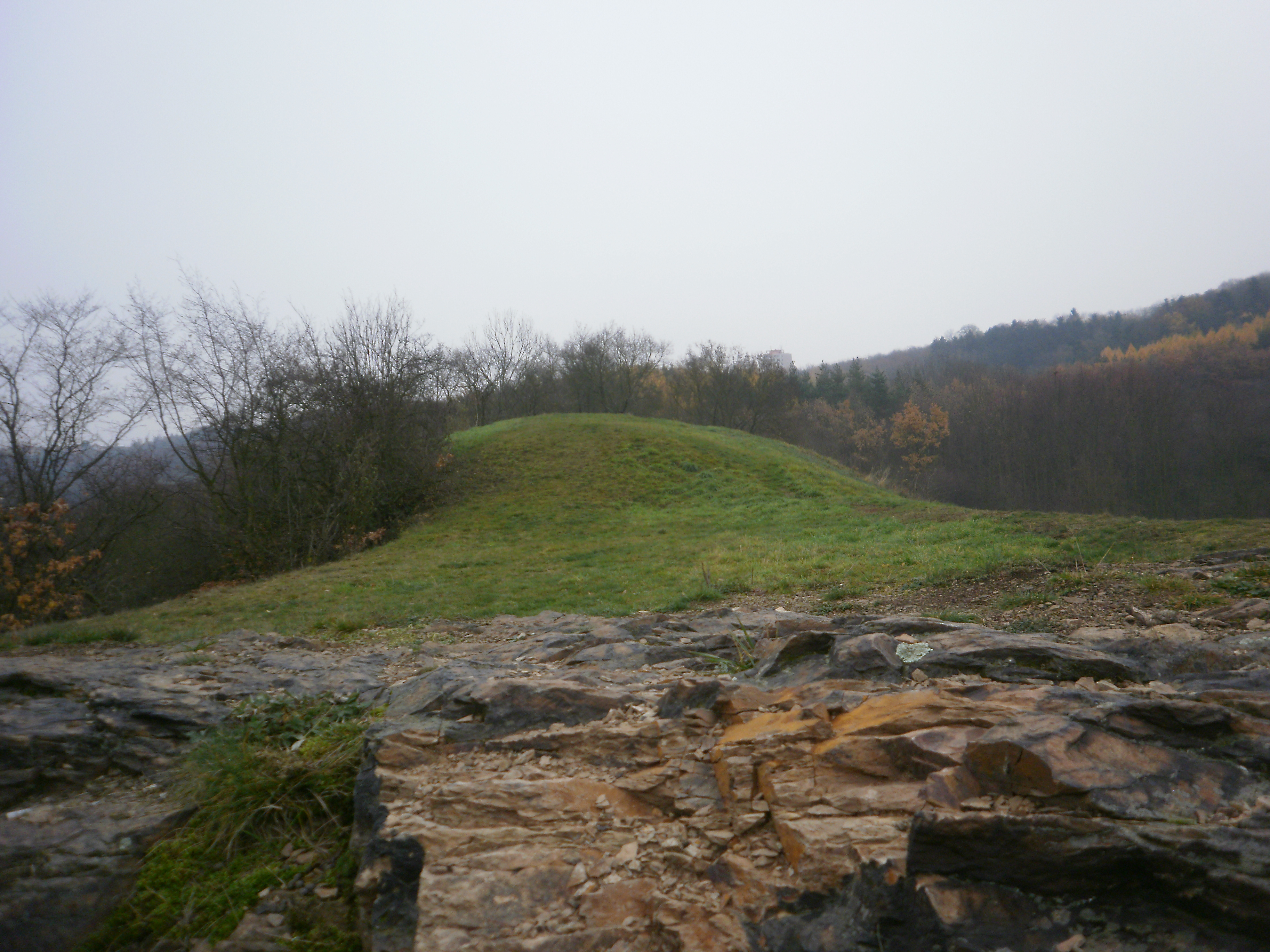
Xerotermní louka ze západní strany

Lesní porost je tvořen hlavně černýšovou dubohabřinou s habrem obecným (Carpinus betulus), dubem zimním (Quercus petraea) s nepůvodním trnovníkem akátem (Robinia pseudoacacia). U paty skalního výchozu roste také bříza bělokorá (Betula pendula), jasan ztepilý (Fraxinus excelsior), javor babyka (Acer campestre), líska obecná (Corylus avellana) a ořešák královský (Juglans regia).
Na území je možno vidět různost vegetace v závislosti na orientaci vůči světovým stranám a sklonu svahů. Na jižním svahu rostou společenstva rankerových půd, kde na jaře dominuje mochna jarní (Potentilla tabernaemontani). Dále se tady nachází společenstva s chmerkem vytrvalým (Scleranthus perennis) jako například křivatec český (Gagea bohemica), rozrazil Dilleniův (Veronica dillenii) a xerotermní kostřavové trávníky. Zde byl v devadesátých letech 20. století z neznalosti vysetý len rakouský (Linum austriacum), který je nepůvodní a úspěšně se šiří.

Na severním svahu je černýšová dubohabřina s hojně zastoupenou dymnivkou dutou (Corydalis cava). Dubohabřina je v horním okraji ohraničená teplomilným lemem, kde se nachází třemdava bíla (Dictamnus albus) a kakost krvavý (Geranium sanguineum).

Na západní straně v okolí skalního výchozu roste štěrbinová vegetace se sleziníkem červeným (Asplenium trichomanes), dále sleziník severní (Asplenium septentrionale), osladič obecný (Polypodium vulgare) a hojný je skalník celokrajný (Cotoneaster integerrimus).
Z ohrožených rostlin zde roste taky bělozářka liliovitá (Anthericum liliago), chrpa chlumní (Centaurea triumfettii), kavyl Ivanův (Stipa joannis), lomikámen trojprstý (Saxifraga tridactylites) a plamének přímý (Clematis recta).

### Fauna
Nacházejí se zde významná xerotermní společenstva skalních stepí a lesostepí. Z bezobratlých živočichů zejména střevlíci Panagaeus bipustulatus a Harpalus anxius, dále zákeřnice červená (Rhinocoris iracundus). Žijí zde také reliktní fytofágní brouci, hlavně stepní druhy jako dřepčík Psylliodes instabilis, nosatcovití Apion penetrans, Sitona inops a Gymnaetron plantaginis. Z půdních bezkřídlých nosatcovitích Trachyphloeus alternans, Trachyphloeus angustisetulus a Trachyphloeus asperatus. Z motýlů je zde rozšířený modrásek podobný (Plebejus argyrognomon) a modrásek krušinový (Celastrina argiolus) a vzácný motýli jako Stigmella viscerella, Ectoedemia agrimoniae a pouzdrovníček mateřídouškový (Coleophora thymi), který jak už jeho druhový název napovídá, se vyvíjí na mateřídoušce.
Co se týče obratlovců, v území a v okolí přírodní památky hnízdí několik ptáků, například žluva hajní (Oriolus oriolus), žluna zelená (Picus viridis), rehek zahradní (Phoenicurus phoenicurus), rehek domácí (Phoenicurus ochruros), strakapoud velký (Dendrocopos major) a slavík obecný (Luscinia megarhynchos).

## Ochrana

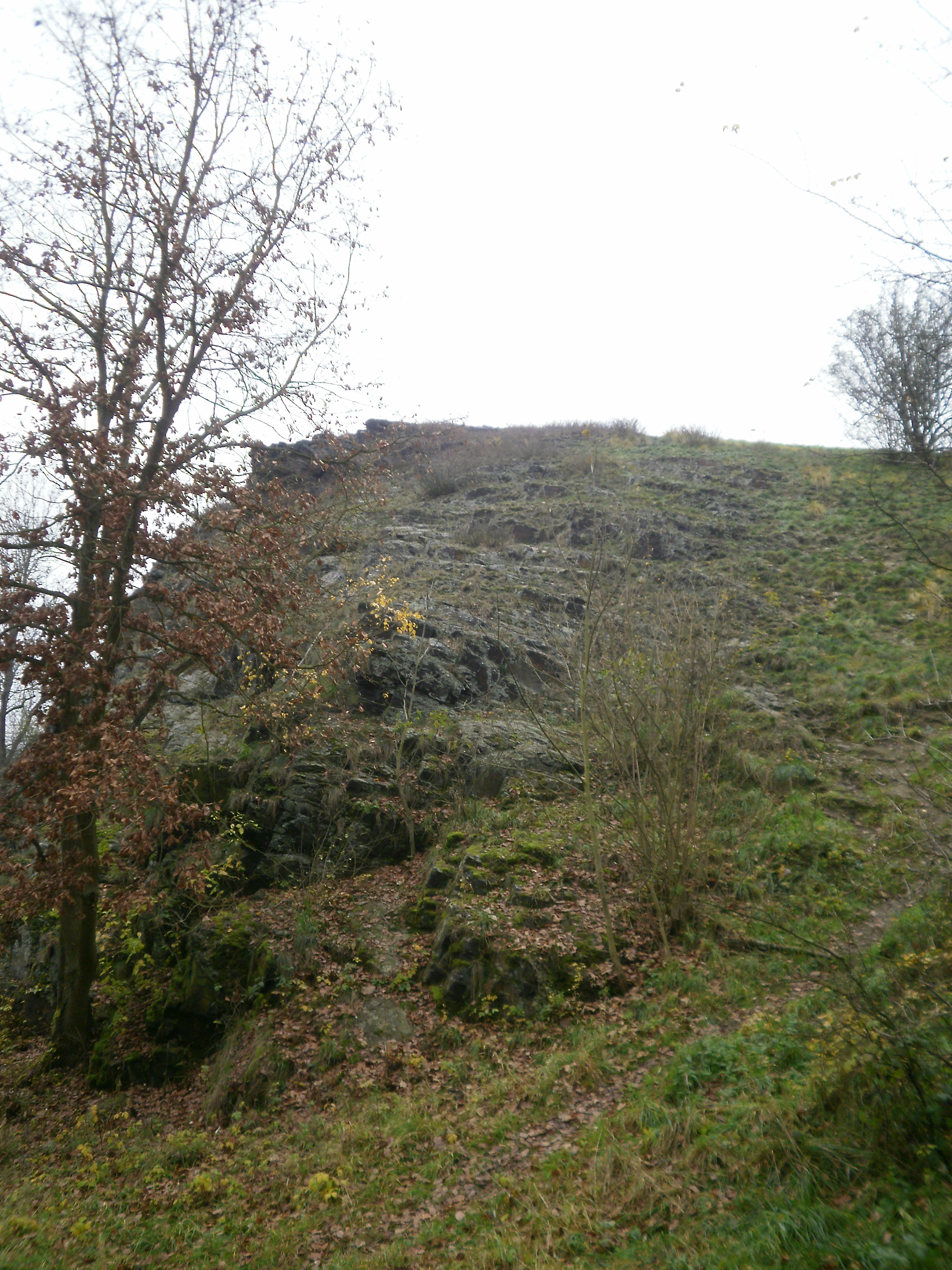
Zarůstající vegetace na úpatí skály

Hlavním cílem je ochránit xerotermní vegetaci skal a stepí před zarůstáním dřevinami jako trnka obecná (Prunus spinosa), skalník celokrajný (Cotoneaster integerrimus), hloh (Crataegus sp.) nebo svída krvavá (Cornus sanguinea). Xerotermní vegetace skal je také ohrožena zastíněním jasanem rostoucím na úpatí skal. Na území probíhá každoroční extenzivní pastva ovcí a koz, v případě nadměrné eroze v okolí skalního výchozu je potřeba pastvu omezit. Spolu s pastvou probíhá sekání nedopasků na přelomu června a července. Pro péči o fytofágní hmyz se ponechává 5-10 % neposekaného porostu na xerotermních trávnicích. Z dlouhodobého hlediska péče o lesní porost zahrnuje zlepšení druhové stavby, a to zejména likvidací zmlazujícího akátu a podpořit dub.